# Dom Kontraktowy
Dom Kontraktowy (ukr. Контрактовий будинок) – zabytkowy budynek handlowy w stylu klasycystycznym, znajdujący się na placu Kontraktowym w dzielnicy Padół w Kijowie. Powstał w latach 1815-1817 po wielkim pożarze miasta z 1811.

## Historia
Historia Domu Kontraktowego sięga końca XVIII wieku. Po trzecim rozbiorze Polski w 1795 i przesunięciu granic Imperium Rosyjskiego, dotychczasowe centrum handlowe – miasteczko Dubno – straciło swoje znaczenie. W 1797 kontrakty handlowe przeniesiono do Kijowa, gdzie początkowo odbywały się w budynku Ratusza, a następnie w drewnianym domu przy ulicy Spaskiej.
Nowy murowany Dom Kontraktowy powstał w latach 1814-1817 według projektu szkockiego architekta Williama Hastie, a nad budową czuwał architekt miejski Andrij Melenśkyj. Planowany kompleks miał obejmować trzy części: budynek magistratu, pocztę i sam Dom Kontraktowy, jednak ostatecznie zrealizowano tylko ten ostatni – dzięki funduszom zebranym przez mieszkańców miasta.
W 1811 pierwszy, drewniany budynek spłonął w wielkim pożarze Padołu. Nowa konstrukcja, już murowana, szybko stała się centralnym punktem miejskiego życia gospodarczego i towarzyskiego.

### Znaczenie handlowe i kulturalne
Dom Kontraktowy był miejscem, gdzie corocznie – zazwyczaj na przełomie stycznia i lutego – zjeżdżało się do 18 tysięcy ziemian, kupców i fabrykantów. To właśnie tutaj zawierano kontrakty na dostawy towarów, wynajem siły roboczej i inne porozumienia handlowe na cały rok.
Podczas kontraktów wokół placu odbywał się ogromny jarmark z udziałem do 300 kramów. W 1835 wśród handlujących znajdowali się m.in. jubilerzy z Polski, greccy handlarze tytoniem z Niżyna, księgarze, kupcy z Berdyczowa i Tatarzy z Kazania. Na jarmarkach można było kupić towary z Wielkiej Brytanii, Austrii, Saksonii i Prus, a także lokalne wyroby, jak porcelana czy fajanse. Szczególną popularnością cieszyły się kijowskie suszone konfitury.
W budynku znajdowała się również tzw. czarna lista – publiczna tablica z nazwiskami dłużników i nierzetelnych kontrahentów. Przed podpisaniem umów przedsiębiorcy sprawdzali na niej swoich potencjalnych partnerów handlowych.
Dom Kontraktowy odegrał również ważną rolę w rozwoju życia muzycznego i teatralnego Kijowa. Znajdująca się na piętrze sala balowa słynęła z doskonałej akustyki i była uważana za pierwszą ogólnodostępną salę koncertową w mieście. Występowali tu m.in. wybitni muzycy i śpiewacy, jak Angelica Catalani, Giuditta Pasta czy Henryk i Józef Wieniawscy. W 1847 w budynku zagrał też koncert na rzecz sierot słynny węgierski kompozytor i pianista Ferenc Liszt.

### Okres późniejszy
Wraz z końcem XIX wieku znaczenie Domu Kontraktowego zaczęło maleć. Centrum życia gospodarczego przeniosło się na Chreszczatyk, a kontrakty ograniczyły się do mniejszych jarmarków cukierniczych.
Po rewolucji 1917 w budynku mieściły się m.in. Akademia Handlowa i Muzeum Handlu. Po likwidacji jarmarku kontraktowego w 1929 Dom Kontraktowy został na pewien czas porzucony.
W okresie sowieckim obiekt służył jako siedziba szkół technicznych. Dopiero w latach 90. XX wieku, po gruntownej renowacji, rozpoczęła tam działalność Międzybankowa Giełda Walutowa. Z Domem Kontraktowym wiąże się postać Wadyma Het´mana – zasłużonego polityka i finansisty.

## Architektura
Dom Kontraktowy to klasycystyczny budynek z portykiem kolumnowym, zaprojektowany w surowym, monumentalnym stylu. Choć pierwotny projekt zakładał większy kompleks z wieżą zegarową i galerią muzyczną, ostatecznie zrealizowano tylko jedną część – co nadało budowli nieco ciężką i zwartą formę.
Przez lata pojawiały się różne inicjatywy jego rozbudowy, m.in. w 1911 (planowana nowa wersja Domu Kontraktowego, m.in. z udziałem architekta Iwana Fomina) oraz w 1997 (projekt rekonstrukcji całego placu według koncepcji Williama Hastie), lecz żaden z nich nie został zrealizowany.